# AS-Interface
Das AS-Interface (abgekürzt ASi für englisch Actuator-Sensor-Interface; deutsch Aktor-Sensor-Schnittstelle) ist ein Standard für die Feldbus-Kommunikation, der zum Anschluss von Aktoren und Sensoren entwickelt worden ist. Ziel ist es, die bisherige Parallelverkabelung zu ersetzen. Das AS-Interface wird dabei hauptsächlich auf der Sensor-/Aktorebene eingesetzt. Das AS-Interface ist seit 1999 internationaler Standard nach IEC 62026-2.

## Geschichte
1990 initiierten die Firmen Balluff, Baumer, Elesta, Festo, ifm electronic, Leuze electronic, Pepperl+Fuchs, Sick, Siemens, Eaton Corporation, Turck und Visolux ein System zur Vernetzung von Sensoren und Aktoren. Die Idee zum System AS-Interface war geboren. In einer Entwicklungspartnerschaft von 11 dieser Firmen unter Leitung von Andreas Schiff (ifm) – unterstützt durch die TH Leipzig, Professur Werner Kriesel und das FZI Forschungszentrum Informatik, Professur Klaus Bender – begann die Umsetzung zu der einfachen und kostengünstigen Systemlösung. Bereits ein Jahr später wurde der „Verein zur Förderung busfähiger Interfaces für binäre Sensoren und Aktuatoren e. V.“ gegründet (erster Vorsitzender: Heinz Walker; Geschäftsführung: Otto W. Madelung), der heute als AS-International Association die Interessen der Mitgliedsunternehmen weltweit vertritt und hierzu Vertretungen in 13 Industrieländern unterhält (Geschäftsführer: Rolf Becker).
2018 wurde auf der internationalen Messe SPS IPC Drives in Nürnberg ein neuartiger Technologieschritt vorgestellt. Diese Technologie, als ASi-5 bezeichnet, wurde von namhaften Herstellern der Automatisierungsindustrie in Kooperation mit der Chip-Industrie und mit der Universität Stuttgart (Professur: Joachim Speidel) und der Universität Rostock (Professur: Helmut Beikirch) sowie mit der HTWK Leipzig (Professur: Tilo Heimbold) entwickelt.

## Einsatz
Das AS-Interface (vom englischen Actuator Sensor Interface) ist als Alternative zur herkömmlichen Parallelverkabelung von Sensoren und Aktoren entwickelt worden und bietet folgende Vorteile:
- Flexibilität
- Wirtschaftlichkeit
- Einfachheit
- Reduktion von Installationsfehlern
- Hohe Verbreitung
- Beste Vernetzungsmöglichkeiten
- Kompatibilität

Die wesentlichen Einsatzgebiete des Systems sind die Fabrikautomation, Intralogistik, Prozesstechnik und die Gebäudetechnik.

## Technologie

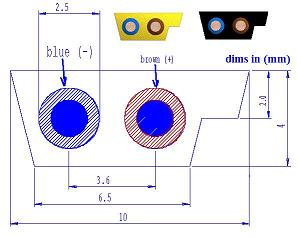
Querschnitt des ASi Flachkabels

Das AS-Interface ist ein Single-Master-System, das heißt ein Master tauscht mit allen projektierten Geräten die Ein- und Ausgangsdaten aus. 
Als Übertragungsmedium kommt ein ungeschirmtes zweiadriges gelbes Flachkabel zum Einsatz. Das Kabel dient zur Signalübertragung und gleichzeitig auch zur Spannungsversorgung (24 Volt). Die Kommunikationselektronik und Teilnehmer mit niedrigem Strombedarf, zum Beispiel Lichtschranken, können darüber direkt versorgt werden. Verbraucher mit einem höheren Energiebedarf, wie zum Beispiel Ventilinseln, können ein separates, für gewöhnlich schwarzes oder graues Flachkabel zur Energieversorgung (24 Volt oder 48 Volt) nutzen. In der Intralogistik verwendet beispielsweise die Firma Interroll diesen Kabeltyp auch zur Logik- und Leistungsversorgung von Ethernet basierten Steuerungskarten.
Die Sensoren oder Aktoren werden häufig über die sogenannte Durchdringungstechnik (Piercing-Technologie) angeschlossen. Hierbei wird die Isolation des verpolungssicher profilierten Flachkabels mittels zweier Durchdringungsdorne bei der Montage durchstoßen, ohne dass dieses vorher vorbereitet werden muss. Dadurch können Teilnehmer jederzeit ohne größeren Montageaufwand installiert oder auch versetzt werden. Sensoren und Aktoren, die keinen AS-Interface-Anschluss besitzen, können über Module an das System angeschlossen werden. Für Module mit Durchdringungstechnik muss das AS-Interface-Flachkabel eingesetzt werden. Die Topologie der AS-Interface-Netze ist beliebig. Es können Linien-, Stern-, Baum- oder auch Ring-Strukturen aufgebaut werden.

### ASi-3-Kommunikation und Übertragungstechnik
Ein Telegramm besteht aus 4-Bit-Nutzdaten. Der Master kommuniziert mit einem seriellen Übertragungsprotokoll mit den Teilnehmern. Jedem Teilnehmer wird durch ein Adressiergerät oder über den Master eine Adresse zugewiesen. Es können maximal 62 Teilnehmer angeschlossen werden. Jeder Teilnehmer kann über Ein- oder Ausgänge für Aktoren oder Sensoren verfügen, bis zu 496 Eingänge und 496 Ausgänge in einem System sind möglich. Die serielle Kommunikation wird auf die Spannungsversorgung aufmoduliert. Es kommt dabei die Manchester-Codierung zum Einsatz. Für 31 Teilnehmer beträgt der Zyklus 5 Millisekunden. Um 62 Teilnehmer anzusprechen, sind zwei Zyklen notwendig. Die Topologie des AS-Interfaces ist beliebig, darf jedoch ohne Repeater oder Extender eine Leitungslänge von 100 Metern nicht überschreiten. Durch einen speziellen Abschlusswiderstand (eine Verbindung aus resistiver und kapazitiver Last) ist es jedoch möglich, die maximale Leitungslänge auf bis zu 300 Meter zu erhöhen. Diagnosegeräte beziehungsweise Master mit eingebauter Diagnosefunktion erleichtern die Fehlersuche in Netzwerken. Ausgefallene Teilnehmer können einfach ausgetauscht werden, der Master adressiert sie automatisch neu. Safety at Work bezeichnet das Konzept der funktionalen Sicherheit, das bei der ASi-3-Technologie verwendet wird. Damit werden sicherheitsgerichtete Komponenten, wie zum Beispiel Not-Aus-Betätigungen, Türverriegelungen oder Lichtgitter im AS-Interface-Netz genutzt.

### ASi-5-Kommunikation und Übertragungstechnik
2018 wurde nach mehrjähriger Entwicklungsarbeit mit ASi-5 ein neuer Standard veröffentlicht. Die Entwicklungspartner waren Bihl+Wiedemann, ifm electronic, Murrelektronik, Pepperl+Fuchs, Phoenix Contact, Renesas Electronics und Siemens. 16 Bit stehen für die zyklische Übertragung bei ASi-5 bereit. Eine zyklische Übertragung von bis zu 32 Byte pro Teilnehmer ist möglich. Ein azyklischer Parameterkanal mit bis zu 256 Byte steht jedem Gerät zusätzlich zur Verfügung. Damit stellt ASi-5 ein Mengengerüst von bis zu 1536 binären Eingängen und 1536 binären Ausgängen pro Ethernet-Adresse zur Verfügung. 1,2 Millisekunden Zykluszeit ermöglicht das System für bis zu 24 Teilnehmer. Diese schnelle Zykluszeit ermöglicht neue Anwendungsfelder, die vorher teuren Netzwerksystemen vorbehalten waren. 96 Teilnehmer können in einem ASi-5-Netzwerk angesprochen werden. Diese 96 Geräte haben dann eine Zykluszeit von 5 Millisekunden. Kommunikationsdiagnose beschreibt die Information zur Nachrichtenübertragung zwischen den angeschlossenen Teilnehmern und dem Master. Das System überwacht die Übertragungsqualität der Nachrichten von den angeschlossenen Geräten fortlaufend. Diese Einzelkanaldiagnose steht im System zur Verfügung. Gestörte Übertragungskanäle werden automatisch nachgeführt. Eine Gerätediagnose gibt Informationen zum angeschlossenen Gerät. Die verfügbaren Diagnosedaten werden vom Gerätehersteller bestimmt. Diagnosedaten können über die azyklischen Dienste mit einer Datenbreite von bis zu 232 Byte übertragen werden. Das System ASi-5 ist offen für die Nutzung von Parameterschnittstellen wie beispielsweise IO-Link. IO-Link-Geräte bis 32 Byte können zyklisch integriert und über große Distanzen effizient eingesammelt werden.
16 sichere Bit stehen für Geräte der funktionalen Sicherheit, wie zum Beispiel Not-Halt-Einrichtungen, Sicherheits-Lichtgitter, Sicherheits-Schalter und ähnliche zur Verfügung. Dabei wird SIL-3-Performance Level e nach IEC 13849 für die funktionale Sicherheit erreicht. Bei ASi-5 steht für die sicherheitsrelevanten Schaltgeräte eine Übertragung von 16 sicheren Bit zur Verfügung.
ASi-5 verwendet ein neuartiges Kommunikationsverfahren. Das neue Verfahren der ASi-5-Technologie ermöglicht zugleich den Einsatz von ASi-3-Komponenten (volle Abwärtskompatibilität), zusammen mit Komponenten der neuen ASi-5-Technologie, auf einem gemeinsamen Kabel, wie es seit Einführung der ASi-3-Technologie verwendet wird (ungeschirmtes zweiadriges gelbes Flachkabel). Wenn ASi-3-Geräte zusammen mit ASi-5-Komponenten genutzt werden sollen, ist neben den entsprechenden Geräten die Verwendung eines erweiterten Masters ASi-3/ASi-5 notwendig. Bestehende Anlagen können damit einfach durch neue Geräte mit zusätzlichen Funktionen aufgewertet werden. Neue Anlagen können mit den neuen ASi-5-Geräten und gleichzeitig mit bewährten ASi-3-Komponenten gemischt an einem Kabel aufgebaut werden.

## Normierung
Das AS-Interface ist in der internationalen Norm IEC 62026-2: 2008 beschrieben.
Weitere lokale Normen sind:
- Europa: EN 62026-2: 2013
- Japan: JIS C 82026-2 (2013)
- China: GB/T 18858.2 (2002)
- Korea: KS C IEC 62026-2 (2007)

Die Zertifizierung von AS-Interface-Produkten übernimmt die „AS-International Association e. V.“ Tests beziehungsweise Zertifizierungen stellen sicher, dass Geräte unterschiedlicher Hersteller zusammenarbeiten. Die Konzepte der funktionalen Sicherheit bei AS-Interface wurden vom TÜV (Technischer Überwachungsverein) beziehungsweise vom Institut für Arbeitsschutz der Deutschen Gesetzlichen Unfallversicherung positiv begutachtet und die Erfüllung der relevanten Sicherheitsnormen bestätigt.